# Jackie Milburn
John Edward Thompson Milburn, mais conhecido como Jackie Milburn (Ashington, 11 de Maio de 1924 –– Ashington, 9 de Outubro de 1988),  foi um futebolista e treinador inglês. Milburn também era conhecido como Wor Jackie e 'the first World Wor' ("Wor" no dialeto geordie significa "nosso") em referência a sua fama mundial.
Nascido em Ashington, numa família composta por futebolistas, tento parentesco próximo com os quatro irmãos Milburn, além dos irmãos Jack e Bobby Charlton, Jackie seguiu o mesmo caminho e iniciou sua carreira no futebol defendendo o Newcastle United.[carece de fontes?] Ironicamente, na infância Jackie era torcedor do rival Sunderland. Inicialmente, Milburn continuava trabalhando na mina em sua cidade enquanto dividia seu tempo também com o Newcastle, devido a Segunda Guerra Mundial. Logo em suas primeiras partidas pós-guerra, receberia suas primeiras convocações para a Seleção Inglesa, a qual defenderia em apenas treze partidas, mas tendo uma impressionante quantidade de gols, com dez. Também participou da Copa do Mundo de 1950, a primeira disputada pela Inglaterra, onde disputou a derrota para a Espanha por 1 x 0.
No Newcastle, onde passaria catorze temporadas vestindo a camisa número 9, que pertenceu ao lendário Hughie Gallacher, o qual sempre o comprimentava após cada partida, teria grande destaque nos anos 1950, onde conquistou três títulos da Copa da Inglaterra: a primeiro aconteceu em 1951, quando venceu o Blackpool de Stanley Matthews, tendo Milburn marcado os dois tentos na vitória por 2 x 0; o segundo aconteceu no ano seguinte, batendo o Arsenal por 1 x 0; já o terceiro aconteceu sobre o Manchester City, tendo Milburn marcado o primeiro tento na vitória por 3 x 1. Neste último título, Milburn também bateria o recorde de gol mais rápido em uma final do torneio, quando marcou aos 45 segundos. Tal recorde permaneceria durante 42 anos, sendo quebrado por Roberto Di Matteo, que marcou aos 42.
Deixaria o Newcastle quando tinha 33 anos, seguinda para o Linfield, da Irlanda do Norte, onde também exerceria durante as próximas três temporadas a função de treinador. Nas temporadas que permaneceu no Linfield, conquistou três títulos, sendo dois campeonatos norte-irlandês e uma Copa da Irlanda do Norte. Milburn também terminou como artilheiro do campeonato local em suas duas primeiras temporadas, tendo marcado ao todo impressionantes 68 tentos em 54 partidas. Também fora eleito em sua primeira temporada o melhor jogador do campeonato, se tornando o primeiro e, até hoje, único inglês a receber tal prêmio. Milburn ainda seguiria carreira apenas como treinador, tendo treinado durante duas temporadas o inexpressivo Yiewsley após deixar o Linfield e, passaria mais uma temporada como treinador do Ipswich Town.
Quando completou dez anos desde sua saída do Newcastle, o clube organizou uma partida festiva para Milburn, realizada no St James' Park, onde quase cinquênta mil pessoas compareceram, incluindo seus quatro primos Jack, George, Jim e Stanley Milburn, também os irmãos Jack e Bobby Charlton, e, o lendário húngaro Ferenc Puskás. Ao todo no Newcastle, disputaria 502 partidas, marcando 284 vezes. Porém, como não são consideradas as partidas disputadas durante o período de guerra, oficialmente disputou 375 partidas e duzentos tentos. Dezoito anos após sua morte, Milburn foi incluido no Hall da Fama do Futebol Inglês.

## Títulos
Newcastle United
- Copa da Inglaterra: 1951, 1952, 1955